# Thomas Young
Thomas Young, MD (Milverton, 13 de junho de 1773 — Londres, 10 de maio de 1829) foi um físico, médico e egiptólogo britânico.
Em 1801 foi nomeado professor de filosofia natural (principalmente física) do Royal Institution.
Young é conhecido pela experiência da dupla fenda, que possibilitou a determinação do carácter ondulatório da luz. Exerceu a medicina durante toda a sua vida (primeiros trabalhos sobre o cristalino com 26 anos de idade), mas ficou conhecido por seus trabalhos em óptica, onde ele explica o fenômeno da interferência e em mecânica, pela definição do módulo de Young. Ele se interessou também pela egiptologia, participando do estudo da Pedra de Roseta. Era considerado um gênio; poliglota (falava 14 línguas), dominava a física, os clássicos, a história, construía instrumentos e era conhecido como "o homem que tudo sabe".

## Biografia

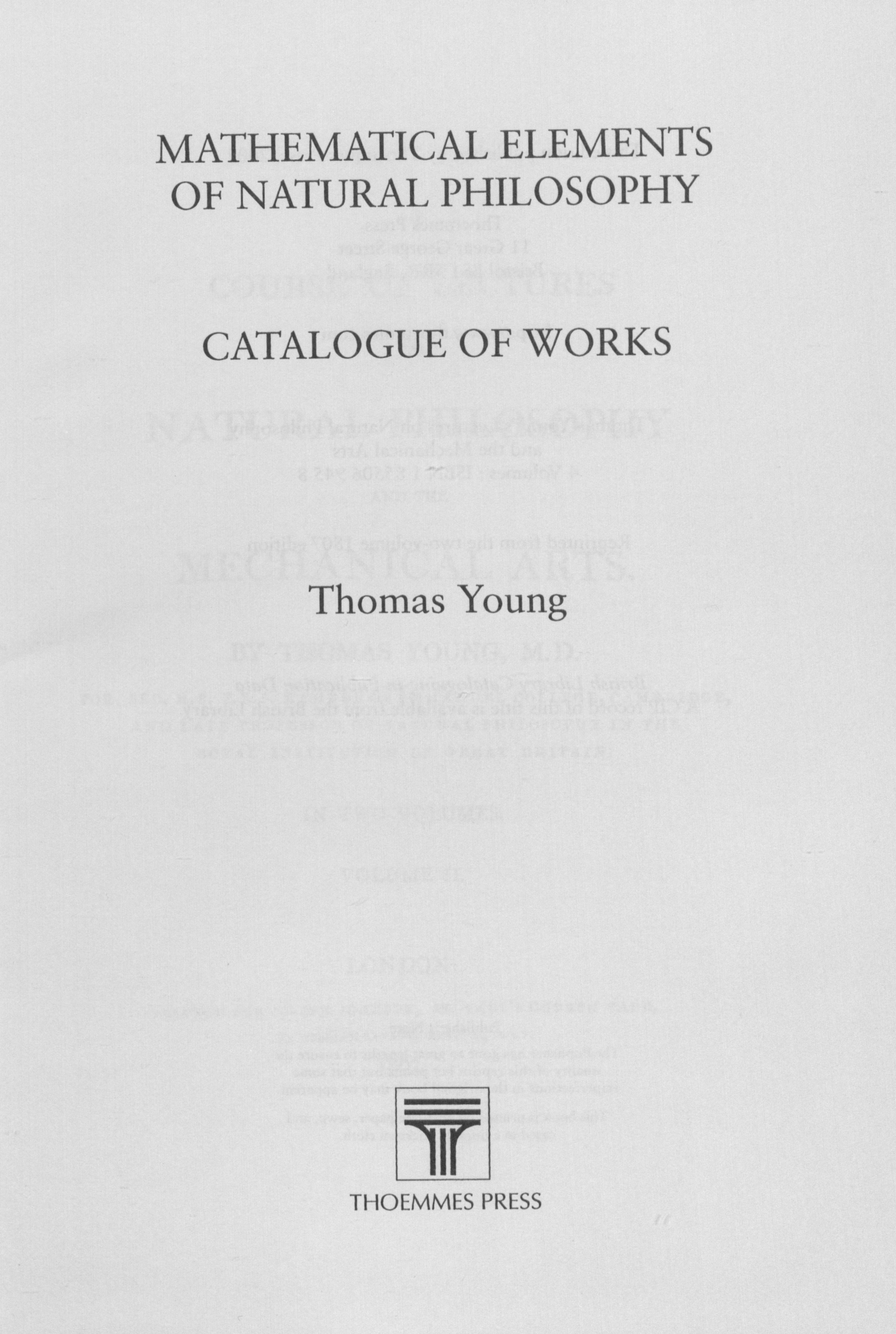
Mathematical elements of natural philosophy, 2002

Nascido em uma família de quacres em 1773, na aldeia inglesa de Milverton, foi o primogênito de dez filhos, passando seus primeiros sete anos de vida na casa dos avós maternos. Esses incentivaram a sua curiosidade em todas as direções. Lia com facilidade aos dois anos de idade e leria a Bíblia aos quatro. Os anos seguintes foram passados em diversos internatos, por fim, aos treze anos, deixa a Compton School, em Dorsetshire. Young continua seus estudos como autodidata lendo, entre outras obras, Principia Mathematica e Opticks, de Isaac Newton, enquanto estendia seu repertório de línguas. Ele optou por ser médico e partiu para Londres em 1792. No ano seguinte leu seu primeiro ensaio científico, “Observations on Vision”, perante a Royal Society. Seu relatório teve como consequência sua eleição como Membro da Royal Society em 1794. Passaram-se vários anos de estudos médicos em Edimburgo e Gottingen, onde redigiu uma dissertação sobre a produção humana do som. Em 1797, Young voltou à Inglaterra e para a Universidade de Cambridge, para seu mestrado. Volta para Londres com os títulos de M.D. (doutor em medicina) e F.R.S (membro da Royal Society). Em 1800 Young recebeu o convite para lecionar física na Royal Institution e aceita. Em 1802 antes de se demitir, alegando que o cargo interferia na sua prática da medicina, proferiu trinta e uma palestras na instituição. Essas palestras foram publicadas em 1807, como “A course of Lectures on Natural Philosophy and the Mechanical Arts”. As palestras de Young abrangeram o que deve ter sido a maior parte do conhecimento científico da época: gravitação, leis de Newton, o sistema solar, vida animal, reino vegetal, máquinas hidráulicas, carpintaria, natureza do som e da luz.

## Pesquisa

### Experiência da dupla fenda

Experiência da dupla fenda

Especulações sobre a natureza da luz remontam à Antiguidade. Por volta da segunda metade do século XVII, duas amplas classes de teorias haviam sido estabelecidas, uma favorecendo as partículas, e outra as ondas. A primeira dessas classes era associada a Isaac Newton e defendia que a luz era composta de minúsculas partículas ou corpúsculos. A outra sustentava que a luz era transmitida da mesma forma que o som, por ondas, e seus defensores eram: René Descartes, Christiaan Huygens, Robert Hooke e Leonard Euler. Teorias tanto sobre ondas quanto sobre corpúsculos podiam explicar porque a luz segue geralmente em linha reta, a lei da reflexão e a refração. O teste decisivo entre as teorias rivais parecia localizar-se na difração e na interferência. A experiência da dupla fenda de Thomas Young, realizada em 1800 e anunciada perante a Royal Society de Londres, é um ponto de virada crucial na história da ciência, pois prova, após um século de debates, que a luz não era composta de partículas, mas existia na forma de onda. Até hoje. Na versão atual desta experiência, um feixe de laser é passado por duas fendas estreitas, separadas por uma fração de milímetro, gravadas em uma lâmina opaca. Em uma parede distante, em vez de um único feixe ou raio, o que vemos é uma série de faixas claras e escuras, que chamamos de franjas de interferência. A grande contribuição de Thomas Young para a ciência da óptica foi sua teoria das ondas e sua explicação do princípio da interferência. Juntos os trabalhos de Young, Arago, Fresnel e outros forçaram gradualmente a aceitação da teoria das ondas para a luz, e a teoria corpuscular foi finalmente abandonada por volta de 1830.

### Medicina
No estudo da hemodinâmica, Young considerou que os movimentos mecânicos de um ser vivo eram regidos pelas mesmas leis que corpos inanimados assim, segundo essa hipótese, Young comparou os fluidos de um ser vivo com fluidos de teorias hidráulicas já conhecidas. Então, considerou que a força que impulsionava o sangue às artérias seria a pressão realizada devido às contrações do coração. Também foi considerado que a força contrária à inércia do sangue é muito pequena a ponto de ser desprezível. Utilizando os estudos de Stephen Hales, o qual foi o primeiro a determinar a pressão arterial, Young conseguiu derivar uma fórmula para velocidade de uma onda de pulso. Esse estudo foi publicado no dia 1 de janeiro de 1809 no The croonian Lecture "On the fuctions of the heart and arteries".
No ano de 1793, Young explicou o modo pelo qual o olho humano se acomoda mediante a alteração da distância relativa entre o objeto e o observador, com base na mudança da curvatura do cristalino. Já em 1801, foi o primeiro cientista a descrever uma anomalia na visão, que é o astigmatismo, sendo considerado o fundador da ótica fisiológica. Em suas palestras iniciou uma hipótese, posteriormente desenvolvida por Hermann von Helmholtz, que a percepção da cor depende de três tipos de fibras nervosas localizadas na retina. Esse feito possibilitou um melhor entendimento da visão em cores naquela época e, modernamente, sabe-se que o olho possui de fato três receptores de cor sensíveis a faixas de comprimento de onda distintos.
Seguindo a óptica newtoniana, Young admite que o movimento realizado na retina pela luz, ou por uma pressão no olho, tem uma natureza distinta da própria luz. Apesar disso, enquanto Newton discute as vibrações presentes na retina pelos corpúsculos de luz, Young encerra a seção apresentando um escólio ao comparar as vibrações da retina com ondulações da luz propriamente ditas.

## Publicações selecionadas
- Thomas Young, Philip Kelland, A Course of Lectures On Natural Philosophy and the Mechanical Arts: Pt. I. Mechanics. Pt. Ii. Hydrodynamics. Pt. Iii. Physics - Primary Source Edition, Nabu Press ISBN 1-295-75386-3 (em inglês)
- Thomas Young, A Course of Lectures on Natural Philosophy and the Mechanical Arts (1807, repub. 2002 por Thoemmes Press). (em inglês)
- Thomas Young, Miscellaneous Works of the Late Thomas Young, M.D., F.R.S. (1855, 3 volumes, editor John Murray, repub. 2003 por Thoemmes Press). (em inglês)
- Thomas Young, Miscellaneous Works of the Late Thomas Young: Including His Scientific Memoirs, Kessinger Publishing, 2007 ISBN 1-430-47629-X (em inglês)
- Thomas Young, Miscellaneous works of the late Thomas Young .. (1855) Biblioteca Americanas Livro (em inglês)